# Polymixis zagrobia
Polymixis zagrobia là một loài bướm đêm trong họ Noctuidae.